# Aerogel

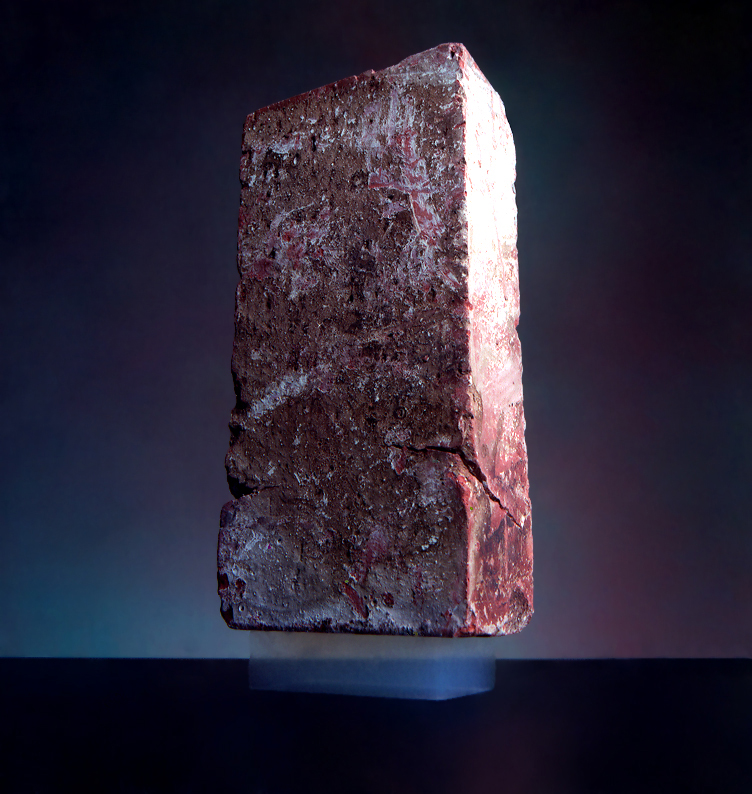
O Aerogel é um material extremamente leve, porém muito resistente. Na foto vemos um pequeno bloco de aerogel de 2,38 gramas sustentando um tijolo de 2,5 kg

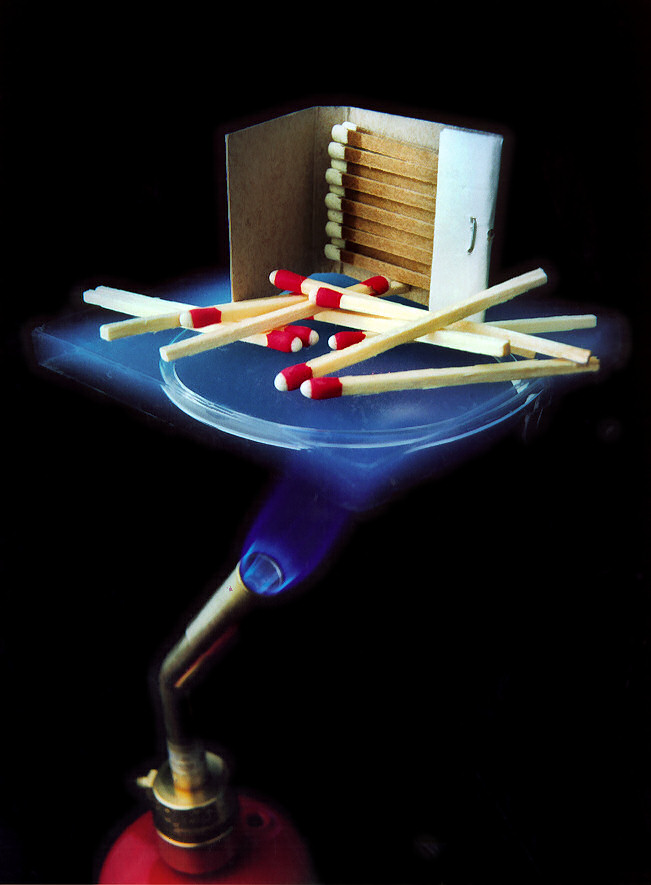
Também é um ótimo isolante térmico. Na foto, fósforos separados de uma chama pelo aerogel não sofrem dano nenhum

Aerogel é um material sólido poroso extremamente leve derivado de um gel, cuja parte líquida foi substituída por um gás. O resultado desse processo é um bloco sólido com densidade extremamente baixa e várias outras propriedades notáveis, como excelente eficiência enquanto isolante térmico e elétrico.
Devido a suas características físicas (baixa densidade, transparência e difusão da luz) esse material já foi apelidado de fumaça sólida e é o material mais leve que existe.

## Descoberta
O aerogel foi criado por Steven Kistler. Não existem relatos precisos sobre o momento no qual Steven inventou o aerogel; entretanto, seu primeiro artigo sobre aerogéis foi publicado em 1931 na revista Nature. Em 1927, começou o doutorado na Universidade Stanford, onde trabalhou pela primeira vez com géis com o professor J. W. Mc. Bain. Acredita-se que Steven começou sua pesquisa sobre aerogéis nesse período. Relatos afirmam que a invenção do aerogel foi resultado de uma aposta com Charles Learned, para tentar substituir o líquido de gelatinas por gás, sem causar encolhimento.

## Produção
A produção de aerogel é feito pelo processo sol-gel. Primeiro um gel é criado em uma solução e depois o seu liquido é cuidadosamente extraído de forma a deixar o aerogel intacto. A remoção do liquido do aerogel envolve um processo especial. Géis onde o liquido evapora normalmente são conhecidos como xerogel. Enquanto o liquido evapora, forças causadas pela tensão superficial são suficientes para destruir a estrutura frágil do gel. Como resultado disso, xerogéis não podem chegar a um alto nível de porosidade, e encolhem consideravelmente após secar.
Em 1931, para criar os primeiros aerogéis, Kistler usou um processo conhecido como secagem supercrítica. Aumentando a temperatura e pressão, ele forçou o liquido em um estado de fluido supercrítico, onde tanto sua fase gasosa como líquida são indistinguíveis, desse ponto ele podia diminuir a pressão e evaporar o gás instantaneamente, contando com a ausência da tensão superficial, tornando-o capaz de remover o liquido de dentro do aerogel sem causar qualquer dano a sua delicada estrutura molecular. Enquanto isso pode ser feito com o etanol, as altas temperaturas e pressões levam a perigosas condições de processamento. Uma forma mais segura de fabricação, em temperaturas e pressões bem reduzidas envolve uma troca de solvente. Isso normalmente é feito trocando etanol por acetona liquida, garantindo uma maior miscibilidade, depois novamente por dióxido de carbono liquido e então levando-o até depois de seu ponto crítico. Uma variação desse processo envolve a injeção direta de dióxido de carbono já em estado supercrítico diretamente dentro do recipiente contendo o aerogel. O resultado de qualquer um desses processos é a remoção completa de todo o liquido do gel, e sua substituição por gás, sem criar um colapso da estrutura molecular, ou uma perda de volume.

## Definição técnica

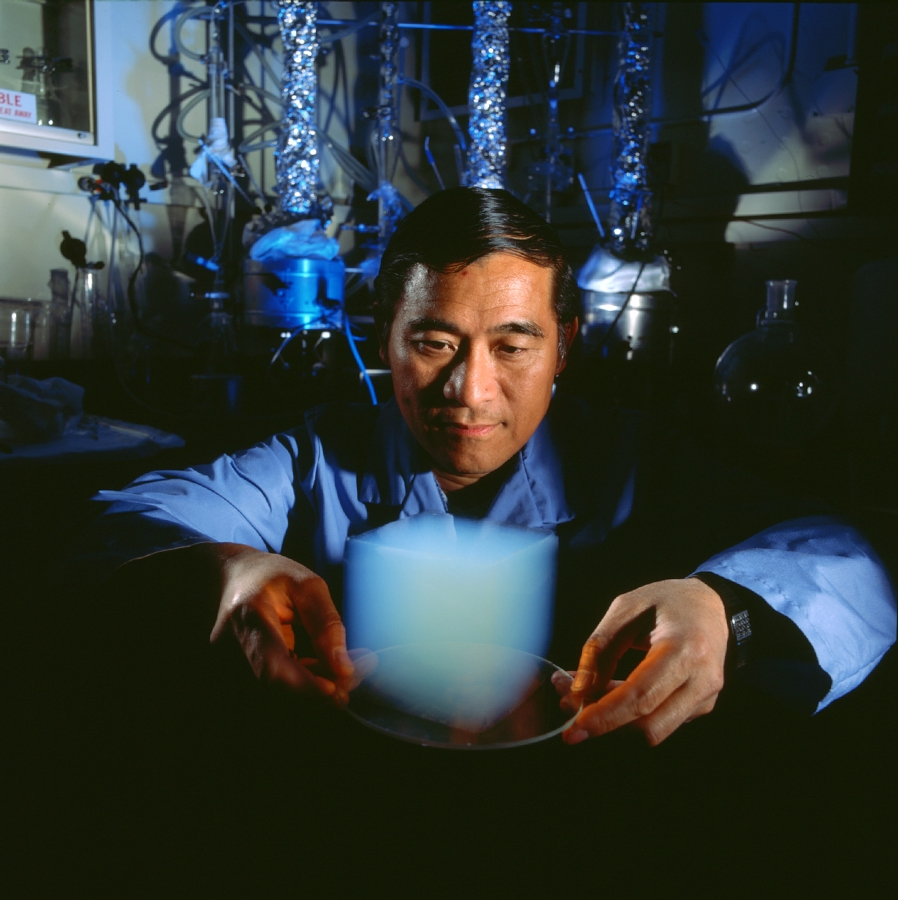
Peter Tsou, da NASA, segurando um pedaço de aerogel

Aerogéis são uma classe de materiais sólidos mesoporosos com mais de 50% do volume poroso. Os aerogéis são, normalmente, compostos por 90% a 99,8% de ar, com densidades de 1,1 mg/cm3 até em torno de 150 mg/cm3. O termo aerogel não se refere a uma substância em particular, mas sim à geometria formada por suas partículas, que em escala nanométrica lembram a estrutura de uma esponja, composta por uma rede de nanopartículas interligadas. Portanto, muitas substâncias podem formar aerogéis, por exemplo, o dióxido de silício (SiO2), o óxido de alumínio (Al2O3), óxidos de metais de transição e lantanídeos, metais calcogenídeos, polímeros orgânicos e inorgânicos, e carbono. Mesmo assim, o termo aerogel é normalmente usado para se referir especificamente ao gel de silício.

## Propriedades

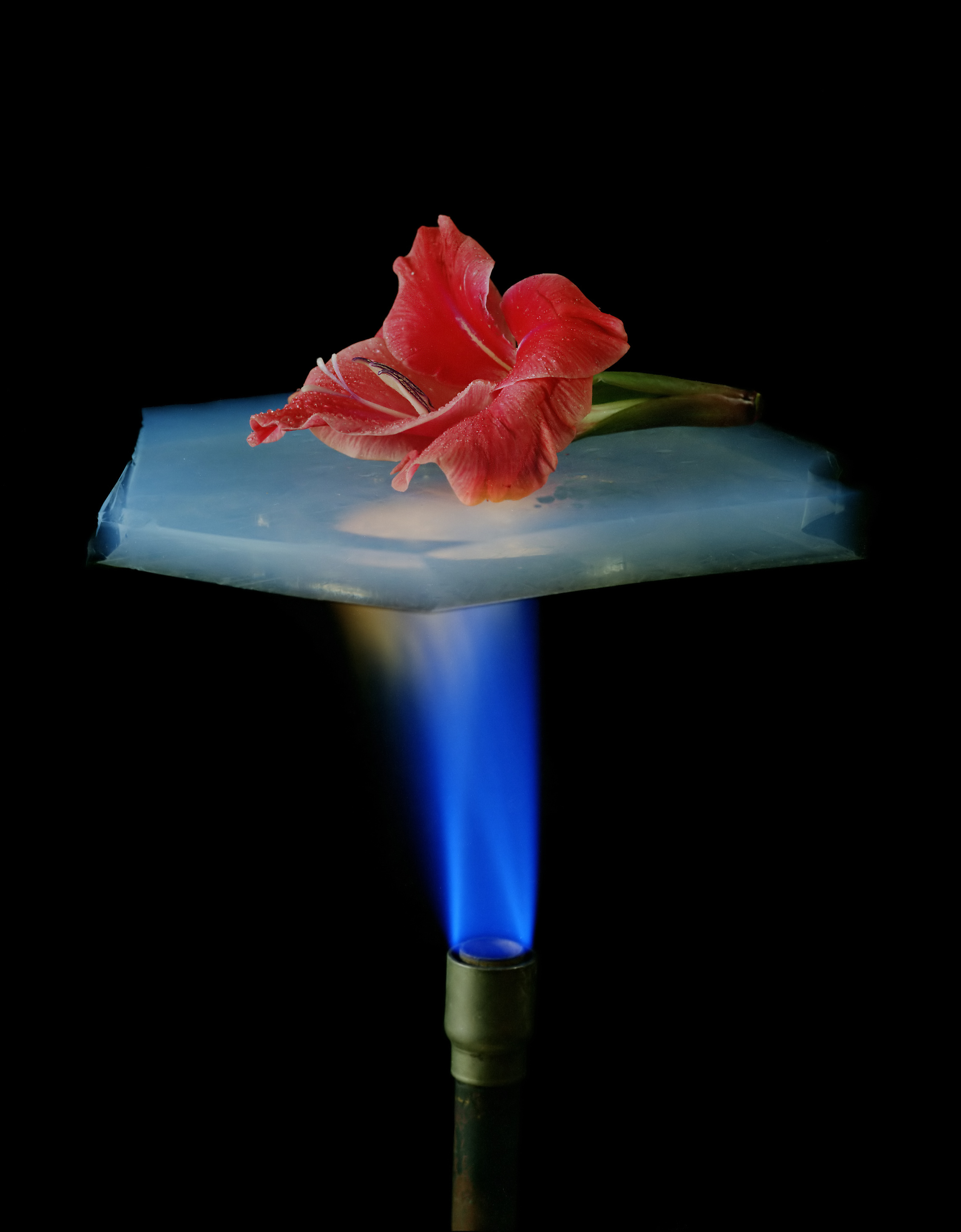
Uma flor em um pedaço de aerogel, suspensa sobre um Bico de Bunsen. Aerogéis tem excelentes propriedades isolantes, que isolam a flor do calor.

Apesar do nome, aerogéis são materiais sólidos, rígidos e secos, e que não se assemelham a um gel em suas propriedades físicas. Seu nome vem do fato de eles serem produtos derivados de géis. Apertar o aerogel levemente não irá causar nenhuma marca, apertar com mais força poderá causar uma leve depressão permanente, porém, apertando com muita força irá fazer com que a estrutura molecular entre em colapso, fazendo com que ele se estilhace como vidro (esta propriedade é tipicamente conhecida como friabilidade). Porém alguns aerogéis mais modernos não apresentam este problema. Apesar disso, o material apresenta uma grande resistência, devido a sua estrutura molecular em forma de dendritos.
Aerogéis são bons isolantes térmicos pois eles praticamente eliminam duas das três formas de propagação térmica (condução e convecção). Estas propriedades isolantes vem do fato que aerogéis são formados quase que inteiramente por um gás, e estes são péssimos condutores térmicos. É importante ressaltar que aerogéis feitos de sílica são especialmente bons isolantes, pois a sílica por si só também é um péssimo condutor (em comparação, um aerogel produzido com algum metal seria menos eficiente nesse aspecto). Porém, aerogéis feitos de sílica não são bons isolantes de radiação térmica, pois eles permitem que a radiação infravermelha (que transporta calor), a atravesse.
Devido a sua natureza higroscópica, o aerogel age como um forte dessecante. Pessoas que manipulam o aerogel por períodos prolongados de tempo devem usar luvas de proteção para evitar o ressecamento da pele.
Aerogéis são naturalmente hidrofílicos, mas tratamento químicos podem fazer deles hidrofóbicos. Caso eles venham a absorver umidade, sua estrutura pode ser modificada, deteriorando o material. Porém, o tratamento químico evita isso. Um aerogel com interior hidrofóbico é muito menos suscetível a degradação do que um aerogel com a apenas o exterior hidrofóbico.

## Aplicações

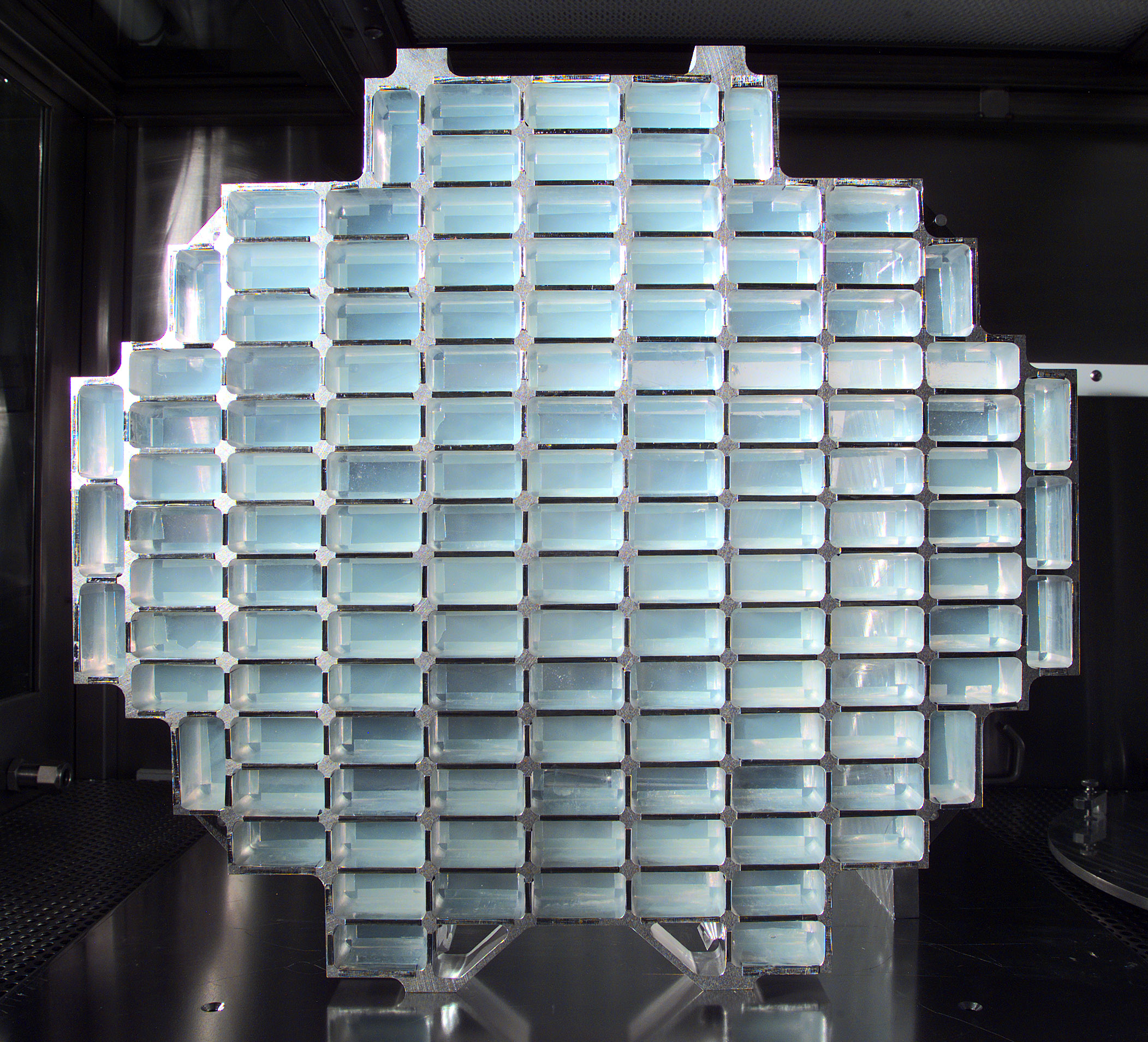
Stardust. Seu coletor de poeira contém blocos de aerogel. (NASA)

Há várias aplicações nas quais aerogéis são usados:
- Comercialmente, aerogéis foram usados em forma granular para adicionar isolamento para claraboias;
- O aerogel de sílica transparente é muito adequado como um material de isolamento térmico para janelas, limitando significativamente as perdas térmicas de edifícios. Uma equipe de pesquisadores mostrou que a produção de aerogel em um ambiente sem gravidade pode produzir partículas com um tamanho mais uniforme e reduzir o efeito de espalhamento de Rayleigh no aerogel de sílica, tornando o aerogel menos azul e mais transparente;
- Sua área de superfície elevada leva a muitas aplicações, tais como adsorção química para limpeza de derramamentos. Essa propriedade também lhe confere grande potencial como catalisador ou como suporte catalisador;
- Partículas de aerogel também são usados como agentes espessantes em algumas tintas e cosméticos.